# Cellesignalering
Cellesignalering (kommunikation mellem celler) deles op i 2 hovedgrupper
- lokal signalering
- langdistancesignalering eller hormonel cellesignalering

## Lokal signalering
Lokal signalering foregår kun mellem celler, der er tæt på hinanden, og sker enten ved at en celle secernerer (dvs. udskiller) et cytokin, en lokal regulator, som påvirker de omkringliggende celler, eller ved et synaptisk signal, hvor en nervecelle frigiver neurotransmittere i en synapse, som påvirker målcellen til at give et svar på stimulansen.

## Langdistance signalering
Langdistancesignalering foregår oftest ved, at specialiserede endokrine celler sekrerer hormoner ind i blodstrømmen, som derefter fører hormonerne til deres målceller, som er de celler, der har receptorer for det pågældende hormon. Der findes fire former for langdistancesignalering, som adskiller sig fra hinanden ved signaltransduktionen, der er den måde, hvorpå signalet bliver ført videre i målcellen til det ønskede svar er opnået. 
De 4 former er:
- Ionkanal-receptor
- GPCR = G-proteinkoblet-receptor
- RTK = Receptor-tyrosinkinase eller TKR = Tyrosinkinase-receptor
- Intracellulær receptor